# Атлі Баркарсон
Атлі Баркарсон (ісл. Atli Barkarson, нар. 19 березня 2001, Рейк'явік, Ісландія) — ісландський футболіст, фланговий захисник данського клубу «Сеннер'юск» та національної збірної Ісландії.

## Клубна кар'єра
Грати у футбол Атлі Баркарсон починав у ісландському клубі «Волсунгур». З вересня 2017 року молодий футболіст проходив вишкіл у футбольній академії англійського «Норвіч Сіті», де він провів два роки, граючи у молодіжній команді. У серпні 2019 року Атлі покинув Англію і приєднався до клубу норвезького Першого дивізіону «Фредрікстад». У клубі він провів лише один рік і взяв участь у трьох матчах.
Перед початком сезону 2020 року Атлі повернувся до Ісландії, де став гравцем столичного клубу «Вікінгур». У складі «Вікінгура» Атлі взяв участь у Лізі Європи. У січні 2022 року стало відомо, що Атлі узгодив контракт з данським клубом «Сеннер'юск», дія якого розрахована до 2026 року.

## Збірна
У січні 2022 року Атлі Баркарсон отримав виклик до національної збірної Ісландії на товариські матчі з командами Уганди та Північної Кореї. 12 січня у матчі проти Уганди Атлі дебютував у національній збірній.